# 小網橋

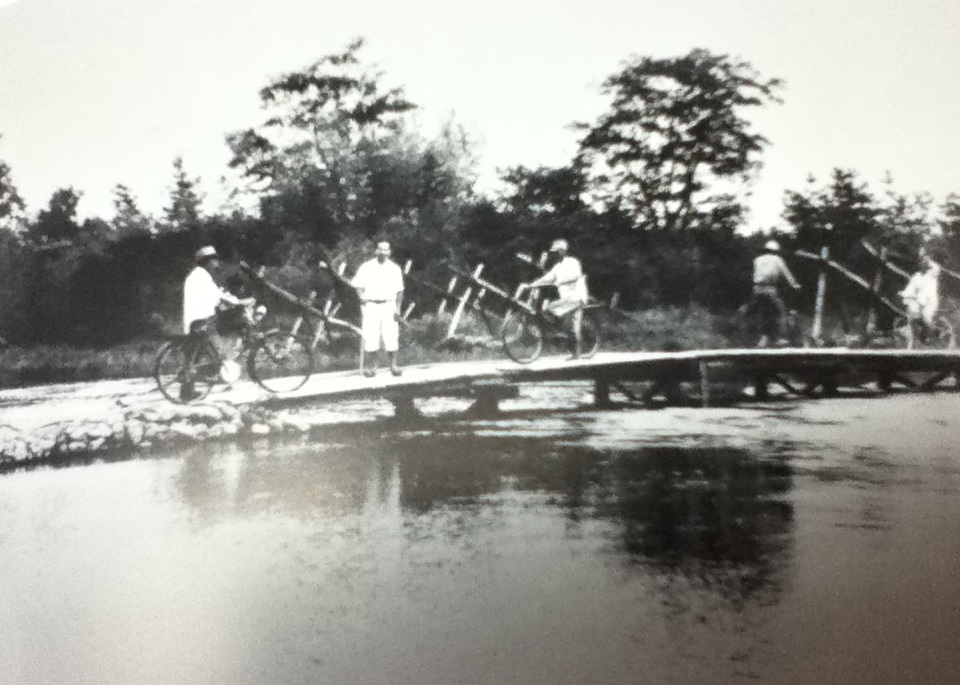
木造橋（1930年（昭和5年）完成）だった頃の小網橋

小網橋（こあみばし）は、かつて岐阜県各務原市川島小網町と愛知県江南市宮田神明町の木曽川南派川に架かっていた市道の橋である。上路式ゲルバー橋。別名：思いやり橋。

## 概要・主要諸元
- 供用：1963年（昭和38年）5月
- 廃止：2006年（平成18年）11月5日
- 延長：280m
- 幅員：3m（実質2m）
- 重量制限：4.5t

## 歴史
以前は、小網の渡し（別名：神明渡し）渡船があったが、木曽川の洪水により欠航となることがあった。
1921年（大正10年）頃、木製の仮橋が架けられる。1930年（昭和5年）7月1日、正式な小網橋が完成する。しかし、木製の橋で、長さ9.5m、幅2mしかなく、木曽川のわずかな洪水によって、何度か流された、その都度復旧させていた。1952年（昭和27年）3月1日に長さ約200m、幅2mの木製の橋が完成する。
1960年（昭和35年）頃、建設省の木曽川河川改修工事のため、木製の小網橋の撤去が必要となり、架け替えが計画された。しかし計画では幅2mの狭い橋であった。将来の自動車社会の到来を危惧した岐阜県羽島郡川島町（現在の各務原市）が予算を捻出し、幅3mの橋として建設されることとなる。また、橋の中央部に長さ10m、幅5.5mの待避所もつくられることとなる。
1963年（昭和38年）5月、開通。
2006年（平成18年）11月5日、下流側に隣接して、神明小網橋（通称：思いやり橋）が開通し、同日小網橋は廃止。2007年（平成19年）3月26日に撤去完了。

## けんか橋から思いやり橋へ
前述のとおり、小網橋は中央に待避所があるとはいえ自動車1台分の幅しかなく、優先順位をめぐるトラブルが絶えなかった。口喧嘩、取っ組み合いもあり、警察沙汰もあったという。そのため、いつの日からか、“けんか橋”という汚名がつけられていた。
このことに心を痛めた地元川島町の小学生を中心に、譲り合いを呼びかける看板を設置した。この看板の効果かトラブルは激減し、“思いやり橋”と呼ばれるようになった。
この事柄から、2003年（平成15年）、公共広告機構（現在のACジャパン）が思いやりをテーマとした広告を製作。中部地方限定で広告された。
隣接してかけられる神明小網橋の通称を募集したところ、この小網橋のいきさつより、“思いやり橋”に決定した。
この経緯もあり、地元からは小網橋をそのままの姿、または何らかの形で残して欲しいという声があがった。しかし、治水上の問題（堤防の高さより低い、一部川幅より狭いなど）があり、そのままの姿の保存は断念される。そこで、神明小網橋の各務原市側、江南市側に小網橋の歴史やおもいやり橋の名前の由来等を記した記念碑、公園を設置し、小網橋の一部を保存している。